# Уивервилл (Калифорния)
Уивервилл (англ. Weaverville) — статистически обособленная местность в штате Калифорния, США. Она является административным центром округа Тринити. В 2010 году в местности проживали 3600 человека.
Уивервилл был основан в 1850 году во время Калифорнийской золотой лихорадки. В то время в поселке было около 2000 китайских шахтеров и был свой китайский квартал.

## Население
| Год переписи | Нас. |  | %±    |
| ------------ | ---- |  | ----- |
| 2000         | 3554 |  | —     |
| 2010         | 3600 |  | 1,3%  |
| 2017         | 3303 |  | −8,2% |

По данным переписи 2010 года население Уивервилла составляло 3600 человек (из них 48,6 % мужчин и 51,4 % женщин), в местности было 1513 домашних хозяйств и 919 семей. Расовый состав: белые — 87,8 %, коренные американцы — 4,2 % афроамериканцы — 0,3 %, азиаты — 1,1 % и представители двух и более рас — 5,4 %. 7,1 % населения города — латиноамериканцы (5,4 % мексиканцев).
Из 1513 домашних хозяйств 41,1 % представляли собой совместно проживающие супружеские пары (13,9 % с детьми младше 18 лет), в 12,2 % семей женщины проживали без мужей, в 7,4 % семей мужчины проживали без жён, 39,3 % не имели семьи. В среднем домашнее хозяйство ведут 2,30 человек, а средний размер семьи — 2,80 человека.
Население местности по возрастному диапазону по данным переписи 2010 года распределилось следующим образом: 23,4 % — жители младше 18 лет, 3,5 % — между 18 и 21 годами, 54,5 % — от 21 до 65 лет и 18,6 % — в возрасте 65 лет и старше. Средний возраст населения — 44,4 года. На каждые 100 женщин в Уивервилле приходилось 94,5 мужчин, при этом на 100 совершеннолетних женщин приходилось уже 91,4 мужчины сопоставимого возраста.

## Экономика
В 2017 году из 2760 человек старше 16 лет имели работу 1191. При этом мужчины имели медианный доход в 42 023 долларов США в год против 35 361 долларов среднегодового дохода у женщин. В 2017 году медианный доход на семью оценивался в 45 000 $, на домашнее хозяйство — в 40 116 $. Доход на душу населения — 23 580 $ в год. 12,1 % от всего числа семей в Уивервилле и 18,4 % от всей численности населения находилось на момент переписи за чертой бедности.